# Kazachse voetbalbeker 2007
2007 was het zestiende seizoen van de Beker van Kazachstan. De 43 deelnemende ploegen streden van 21 maart t/m 29 november in een knock-outsysteem. De kwartfinales bestonden uit een heen- en een terugwedstrijd.

## Voorronde
De wedstrijden werden gespeeld op 21 maart, 11 & 14 april 2007.
| Thuisclub                 | Uitslag | Uitclub                         |
| ------------------------- | ------- | ------------------------------- |
| Aqjayıq FK Oral           | 2-0     | Jastar FK Oral                  |
| Avanğard-SKO FK Petropavl | 2-0     | Tobıl-2 FK Qostanay             |
| Batır FK Ekibastuz        | 2-0     | Bolat FK Temirtaw               |
| Cesna FK Almatı           | 3-2     | Jetisu-2 FK Taldıqorğan         |
| Energetïk FK Pavlodar     | 2-0     | Vostok-2 FK Öskemen             |
| Gornyak FK Xromtaw        | 0-1     | Kaspïy FK Aqtaw                 |
| Megasport FK Almatı       | 1       | Sportakademïya Qayrat FK Talğar |
| Qaysar-Jas FK Qızılorda   | 1-3     | Ordabası-2 FK Şımkent           |
| Qazaqmıs FK Sätbaev       | 1-0     | Şaxter-Yunost FK Qarağandı      |
| Raxat FK Astana           | 2-1     | Aqsu FK Stepnogor               |
| Semey FK                  | 3-2     | Ertis-2 FK Pavlodar             |
| vrijgeloot                |         | Almatı FK                       |
| vrijgeloot                |         | Aqtöbe FK                       |
| vrijgeloot                |         | Aqtöbe-Jas FK                   |
| vrijgeloot                |         | Asbest FK Jitiqara              |
| vrijgeloot                |         | Astana FK                       |
| vrijgeloot                |         | Atıraw FK                       |
| vrijgeloot                |         | Ekibastuzec Ekibastuz FK        |
| vrijgeloot                |         | Ertis FK Pavlodar               |
| vrijgeloot                |         | Esil-Bogatır FK Petropavl       |
| vrijgeloot                |         | Jambıl FK Taraz                 |
| vrijgeloot                |         | Jetisu FK Taldıqorğan           |
| vrijgeloot                |         | Munayşı FK Atıraw               |
| vrijgeloot                |         | Oqjetpes FK Kökşetaw            |
| vrijgeloot                |         | Ordabası FK Şımkent             |
| vrijgeloot                |         | Qarasay Sarbazdarı FK Qaskeleñ  |
| vrijgeloot                |         | Qayrat FK Almatı                |
| vrijgeloot                |         | Qaysar FK Qızılorda             |
| vrijgeloot                |         | Şaxter FK Qarağandı             |
| vrijgeloot                |         | Taraz FK                        |
| vrijgeloot                |         | Tobıl FK Qostanay               |
| vrijgeloot                |         | Vostok FK Öskemen               |

1 Sportakademïya Qayrat FK Talğar trok zich terug.

## Eerste ronde
De wedstrijden werden gespeeld op 16 t/m 19 april 2007.
| Thuisclub                      | Uitslag        | Uitclub                   |
| ------------------------------ | -------------- | ------------------------- |
| Aqjayıq FK Oral                | 0-4            | Aqtöbe FK                 |
| Aqtöbe-Jas FK                  | 1-2            | Atıraw FK                 |
| Asbest FK Jitiqara             | 0-3            | Ertis FK Pavlodar         |
| Avanğard-SKO FK Petropavl      | 1-2            | Qayrat FK Almatı          |
| Batır FK Ekibastuz             | 0-2 n.v.       | Taraz FK                  |
| Cesna FK Almatı                | 2-3            | Astana FK                 |
| Energetïk FK Pavlodar          | 1-1 (4-5 n.s.) | Şaxter FK Qarağandı       |
| Jambıl FK Taraz                | 0-4            | Ordabası FK Şımkent       |
| Kaspïy FK Aqtaw                | 1-2            | Qaysar FK Qızılorda       |
| Megasport FK Almatı            | 2-1            | Almatı FK                 |
| Munayşı FK Atıraw              | 0-3            | Vostok FK Öskemen         |
| Ordabası-2 FK Şımkent          | 2-5            | Jetisu FK Taldıqorğan     |
| Qarasay Sarbazdarı FK Qaskeleñ | 0-5            | Esil-Bogatır FK Petropavl |
| Qazaqmıs FK Sätbaev            | 0-2            | Tobıl FK Qostanay         |
| Raxat FK Astana                | 2-3            | Oqjetpes FK Kökşetaw      |
| Semey FK                       | 0-2 n.v.       | Ekibastuzec Ekibastuz FK  |

## Achtste finale
De wedstrijden werden gespeeld op 8 & 9 mei 2007.
| Thuisclub           | Uitslag        | Uitclub                   |
| ------------------- | -------------- | ------------------------- |
| Aqtöbe FK           | 4-0            | Jetisu FK Taldıqorğan     |
| Astana FK           | 2-2 (3-5 n.s.) | Ekibastuzec Ekibastuz FK  |
| Megasport FK Almatı | 1-0            | Ertis FK Pavlodar         |
| Ordabası FK Şımkent | 2-0            | Vostok FK Öskemen         |
| Qayrat FK Almatı    | 2-0            | Oqjetpes FK Kökşetaw      |
| Qaysar FK Qızılorda | 2-1            | Esil-Bogatır FK Petropavl |
| Şaxter FK Qarağandı | 3-2            | Atıraw FK                 |
| Taraz FK            | 1-4            | Tobıl FK Qostanay         |

## Kwartfinale
De wedstrijden werden gespeeld op 3/4/5 & 26 september 2007.
| Thuisclub                | Uitslag | Uitslag | Uitclub             |
| ------------------------ | ------- | ------- | ------------------- |
| Ekibastuzec Ekibastuz FK | 0-0     | 2-1     | Megasport FK Almatı |
| Qayrat FK Almatı         | 0-1     | 0-0     | Ordabası FK Şımkent |
| Qaysar FK Qızılorda      | 0-0     | 1-1     | Şaxter FK Qarağandı |
| Tobıl FK Qostanay        | 3-1     | 0-0     | Aqtöbe FK           |

## Halve finale
De wedstrijden werden gespeeld op 23 oktober & 7 november 2007.
| Thuisclub                | Uitslag        | Uitclub             |
| ------------------------ | -------------- | ------------------- |
| Ekibastuzec Ekibastuz FK | 1-1 (3-5 n.s.) | Ordabası FK Şımkent |
| Qaysar FK Qızılorda      | 1-2            | Tobıl FK Qostanay   |

## Finale
|                               |                                   |       |                     |                                                                               |
| 29 november 2007, 13:55 UTC+6 | Tobıl FK Qostanay                 | 3 - 0 | Ordabası FK Şımkent | Taraz Ortalıq Stadïon Toeschouwers: 12.000 Scheidsrechter: Slambekov (Almatı) |
| 29 november 2007, 13:55 UTC+6 | Baltiev 28', 62' (pen.) Yurin 69' | KFF   |                     | Taraz Ortalıq Stadïon Toeschouwers: 12.000 Scheidsrechter: Slambekov (Almatı) |